# Southampton-sziget
A Southampton-sziget (inuktitutul: Salliq) egy sziget Kanadában, Nunavut territórium Kivalliq régiójában. 40 650 km²-es területével Kanada 8., Észak-Amerika 12. és a Föld 34. legnagyobb szigete és a Sarki Szigetív egyik legnagyobb tagja. A Hudson-öböl északi kijáratánál a Foxe-medence mellett. A nagy kiterjedésű szigeten mindössze egy település van, Coral Harbour, amelynek a lakossága 834 fő a 2011-es kanadai népszámlálás szerint.
A Kivalliq régió szárazföldi részétől a Roes Welcome-szoros, a Melville-félszigettől a Frozen-szoros, a Baffin-szigettől a Foxe-csatorna és a Coats-szigettől a Fischer-szoros választja el.
A területe nagyrészt sík. Egyedül a Porsild-hegység emelkedik 600 méter fölé, legmagasabb pontja a Mathiasen-hegy, amely 625 méter magas.

## Galéria

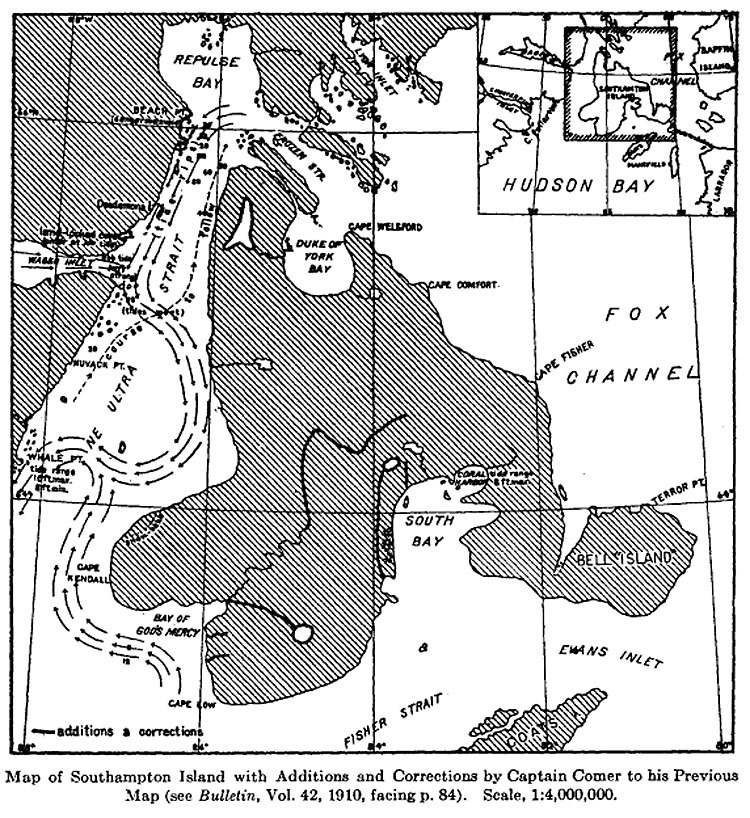
Southampton-sziget térképe 1913-ból
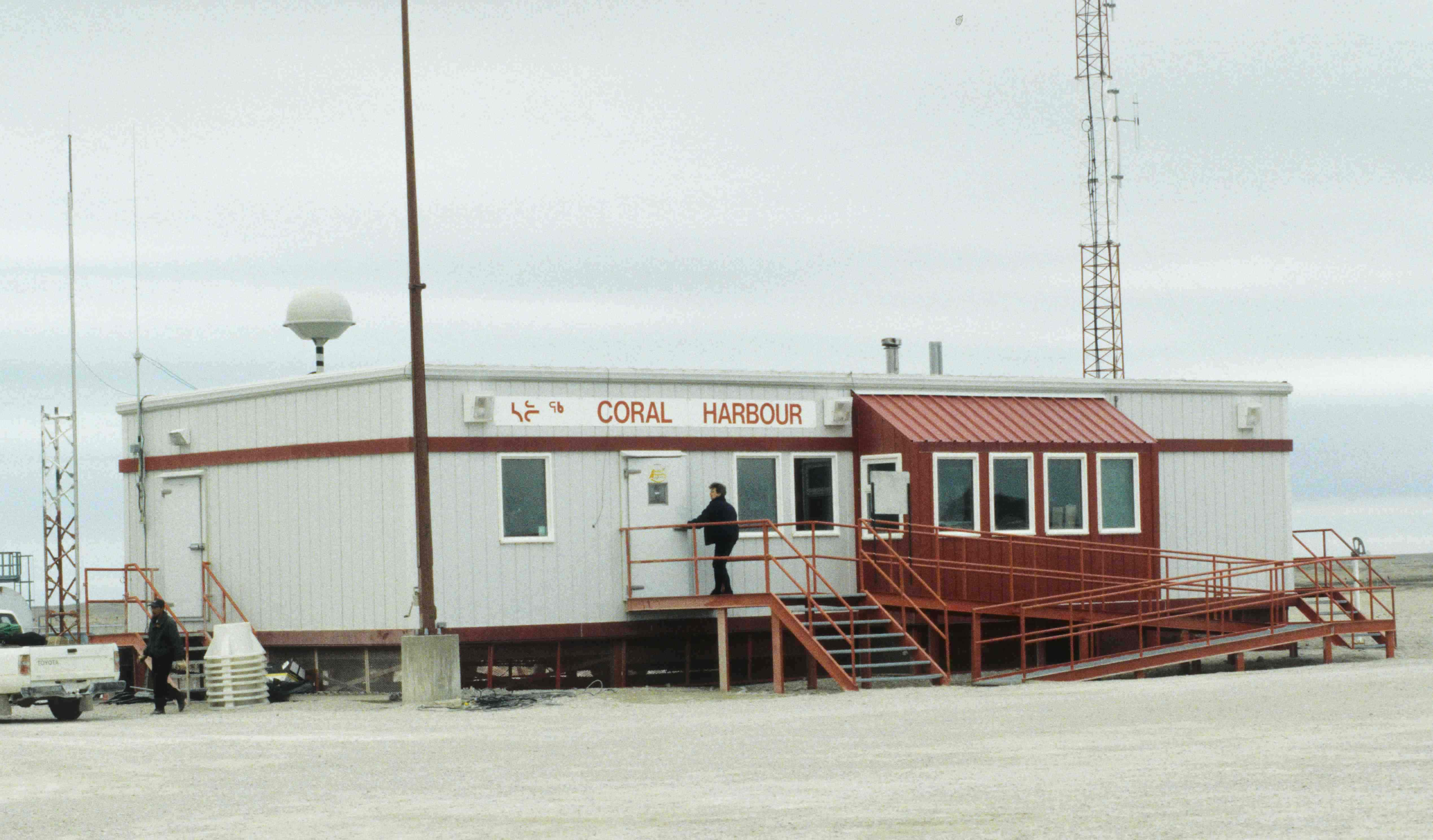
Coral Harbour reptere
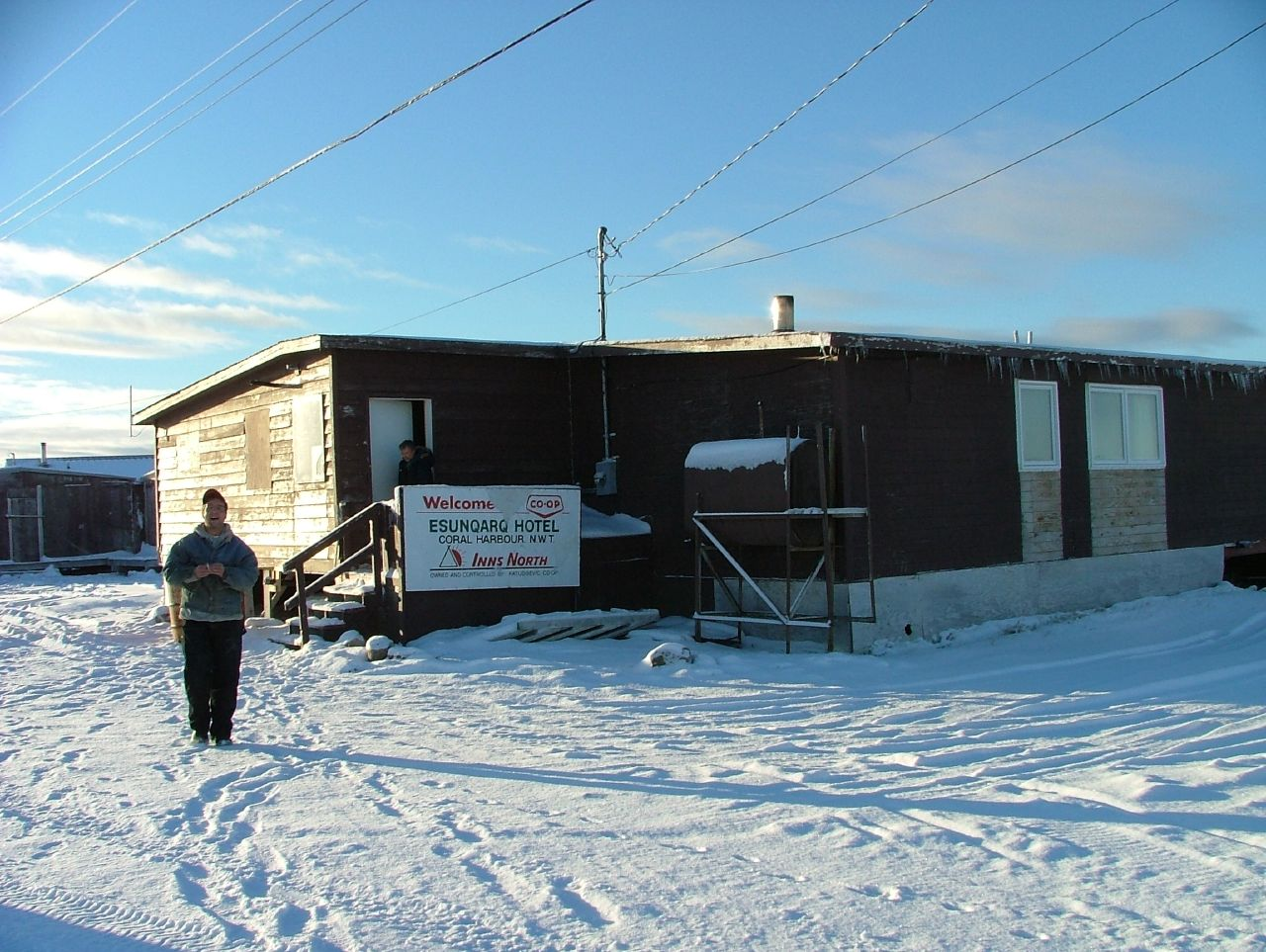
Hotel Coral Harbourban
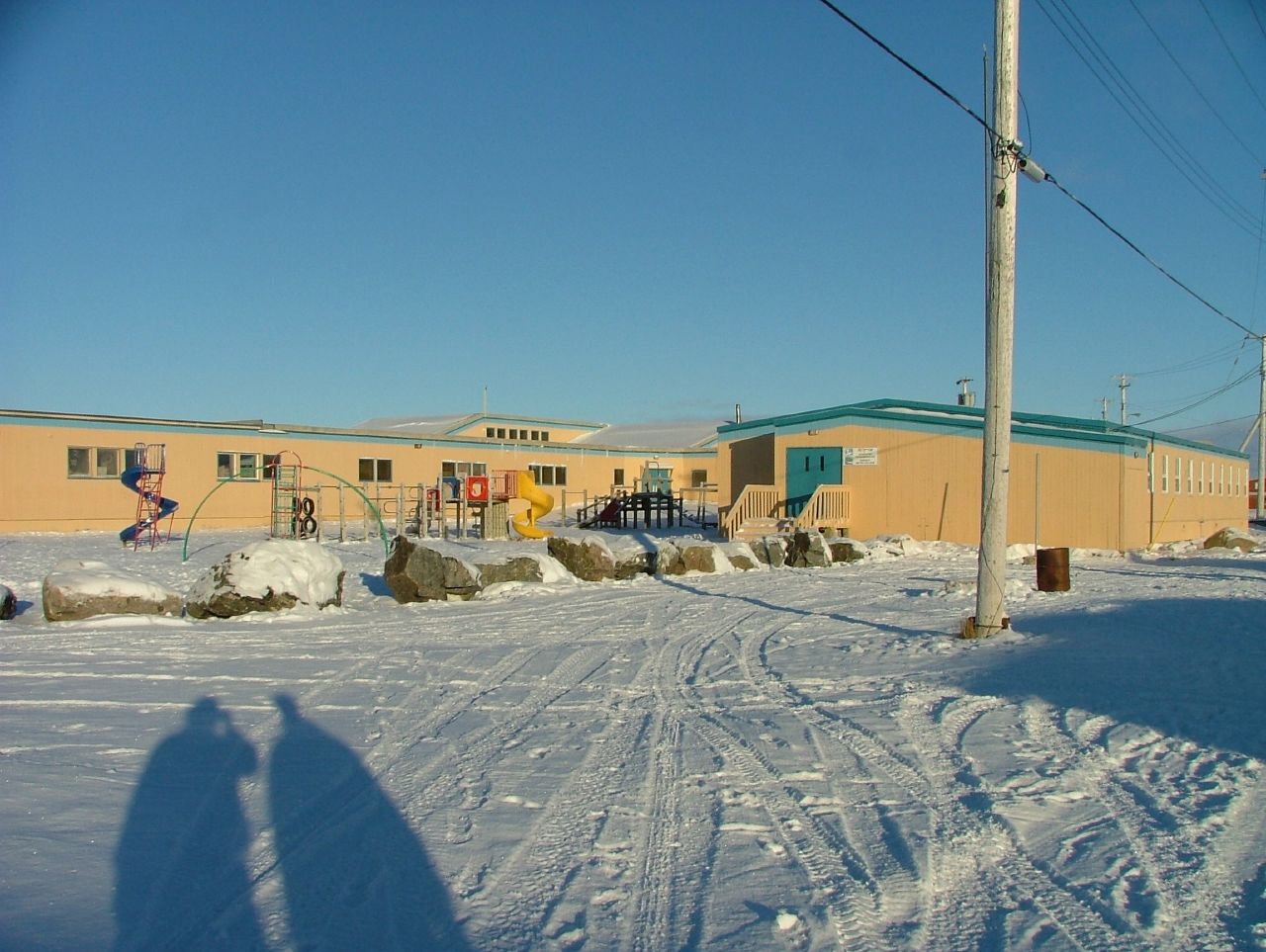
Coral Harbour iskolája

## Fordítás
Ez a szócikk részben vagy egészben  a   Southampton Island című angol Wikipédia-szócikk ezen változatának fordításán alapul.  Az eredeti cikk szerkesztőit annak laptörténete sorolja fel. Ez a jelzés csupán a megfogalmazás eredetét és a szerzői jogokat jelzi, nem szolgál a cikkben szereplő információk forrásmegjelöléseként.